# David Wallace (physicien)
David James Wallace (né le 7 octobre 1945) est un physicien et universitaire britannique. Il est vice-chancelier de l'Université de Loughborough de 1994 à 2005 et maître du Churchill College de Cambridge de 2006 à 2014 .

## Jeunesse et éducation
Wallace est né le 7 octobre 1945 ,. Il fait ses études à Hawick High School  à Hawick, Borders, en Écosse et va à l'Université d'Édimbourg où il obtient un diplôme en physique mathématique et un doctorat en théorie des particules élémentaires, sous la direction de Peter Higgs.

## Carrière
Après un travail de recherche postdoctoral en tant que boursier Harkness à l'Université de Princeton, Wallace devient professeur de physique à l'Université de Southampton en 1972.
En 1979, il devient le quatrième professeur Tait de physique mathématique à l'Université d'Édimbourg, succédant à Nicholas Kemmer. Il remporte la médaille et le prix James Clerk Maxwell en 1980. Il devient directeur du Edinburgh Parallel Computing Centre (EPCC) et en 1996, il est nommé CBE pour son travail informatique.
Wallace est ensuite vice-président pour les sciences physiques de la Royal Society of Edinburgh, dont il est nommé membre en 1982 ,. Il est vice-président et trésorier de la Royal Society et président du Council for the Mathematical Sciences. De 1994 à janvier 2006, il est vice-chancelier de l'Université de Loughborough. De 2006 à 2011, il est directeur de l'Isaac Newton Institute for Mathematical Sciences à Cambridge. Wallace est également président de l'Institut de physique et sous-lieutenant du Leicestershire. Il est élu membre de la Royal Academy of Engineering en 1998 et est commissaire de la Commission royale pour l'exposition de 1851 de 2001 à 2011 .
En 2014, le Département des sciences mathématiques de l'Université de Loughborough lance une série de conférences publiques en l'honneur de Wallace. Les conférences Sir David Wallace sont organisées par l'Université. Parmi les intervenants figurent Cédric Villani et Michael Berry (physicien) .